# Thorgal
Thorgal – francuskojęzyczna seria komiksowa stworzona przez belgijskiego scenarzystę Jeana Van Hamme'a i polskiego rysownika Grzegorza Rosińskiego. Opowiada o przygodach Thorgala Aegirssona, który stara się chronić swoją rodzinę przed niebezpiecznymi ludźmi i bogami. Fabuła serii osadzona jest głównie w świecie wikingów i utrzymana jest w konwencjach fantasy, science fiction oraz dramatu historycznego i wykorzystuje wiele motywów z mitologii nordyckiej.

## Historia
Pomysł na komiks pojawił się na początku listopada 1976 roku, gdy Rosiński dostał listownie, od Van Hamme'a, projekt o pacyfistycznym wikingu o imieniu Ragnar Aegirsson. Okazało się jednak, że wiking Ragnar, był już bohaterem komiksu z lat 50., dlatego zmieniono imię na Thorgal.
Pilot serii ukazywał się od 3 marca do 25 października 1977 roku w odcinkach na łamach belgijskiego czasopisma „Le Journal de Tintin”, a od 1980 publikowany jest w indywidualnych tomach przez belgijskie wydawnictwo Le Lombard. Po zakończeniu prac nad Thorgalem przez Van Hamme'a (w 2006) i Rosińskiego (w 2018) tworzenie serii przejęli scenarzyści: Yves Sente, Xavier Dorison i Yann oraz rysownik Fred Vignaux. Thorgal zadebiutował po polsku w 1978 w odcinkach na łamach czasopisma "Relax", a w formie indywidualnych tomów ukazuje się od 1988; obecnym polskim wydawcą jest Egmont Polska.
Seria Thorgal zyskała uznanie krytyków i czytelników, zwłaszcza na zachodzie Europy i w Polsce. Dotychczas sprzedano ponad 16 milionów egzemplarzy komiksu w 18 językach, a jego popularność przyczyniła się do stworzenia czterech komiksowych serii pobocznych oraz adaptacji w formie powieści, słuchowiska, gier komputerowych, planszowych i karcianych.  

## Fabuła
Akcja toczy się we wczesnym średniowieczu i rozpoczyna w Skandynawii. Thorgal Aegirsson, młody mężczyzna o nieznanym pochodzeniu, którego w dzieciństwie przygarnęli i wychowali wikingowie, zostaje skazany na śmierć przez ich władcę Gandalfa Szalonego za romans z córką Gandalfa, Aaricią. Thorgal zwycięża jednak Gandalfa i poślubia Aaricię. Po wielu perypetiach oboje opuszczają wioskę wikingów i osiedlają się na odludnej wyspie, gdzie wychowują syna imieniem Jolan. W ich spokojne życie wkracza Kriss de Valnor, bezwzględna najemniczka skrycie zakochana w Thorgalu. Kriss wplątuje Thorgala i jego rodzinę (z czasem powiększoną o córeczkę imieniem Louve) w kolejne intrygi, które zaprowadzą ich w odległe zakątki świata, wystawią na próbę rodzinne więzi oraz każą Thorgalowi skonfrontować się z własną przeszłością. Jednym z powracających wątków serii jest stopniowo odkrywana tajemnica pochodzenia Thorgala oraz psychokinetycznych i telepatycznych mocy, które wykazują jego dzieci.

## Bohaterowie
- Thorgal Aegirsson: Syn Vartha (Ogotaia) i Haynee, wnuk Xargosa (Tanatloca), kapitana statku kosmicznego, który wylądował na Ziemi w poszukiwaniu energii. Ocalony i wychowany przez Leifa Haraldsona, znaleziony na rozbitej tratwie. Thorgal jest fenomenalnym łucznikiem, odważnym i zręcznym wojownikiem. Jego główne cechy charakteru, w tym moralność przez wielu Wikingów uważane są za oznakę słabości. Jego życiowym celem jest znalezienie miejsca, w którym jego rodzina będzie mogła żyć w pokoju. Na pewien czas zostaje pozbawiony pamięci i zostaje władcą piratów Shaiganem, choć jego umiejętność współczucia wciąż pozostała taka sama. Jego żoną jest Aaricia, córka Gandalfa Szalonego. Ojciec Jolana, Louve i Aniela.
- Aaricia: żona i towarzyszka życiowa Thorgala oraz córka Gandalfa Szalonego, przywódcy Wikingów. Jest związana z Thorgalem od momentu narodzin przez magiczny przedmiot o nazwie Łzy Tjahziego. Aaricia jest kobietą o silnym charakterze, piękną i łagodną, bardzo kochającą Thorgala, wyrozumiałą wobec zagadek losu, które „przeznaczenie Thorgala” nieustannie wpływają na ich życie. Matka Jolana i Louve. Opiekuje się też Anielem, synem Kriss de Valnor i Thorgala.
- Jolan Thorgalson: syn Thorgala i Aaricii. Posiada nadprzyrodzone moce będące dziedzictwem tajemniczych przodków Thorgala. Jego moc ogranicza się do pobudzenia molekularnego (najczęściej do dezintegracji obiektów w większości części serii). Dopiero w miarę upływu czasu Jolan stopniowo uczy się doskonalić swoje umiejętności. Starszy brat Louve.
- Louve: córka Thorgala i Aaricii, młodsza siostra Jolana, posiada zdolności komunikowania się ze zwierzętami, za sprawą swoich narodzin w towarzystwie rodzącej wilczycy.
- Kriss de Valnor: pozbawiona skrupułów wojowniczka i łuczniczka, piękna, acz niebezpieczna. Największe nemezis Thorgala, skrycie kocha się w Thorgalu i wielokrotnie próbuje skrzywdzić jego i jego rodzinę. Kiedy Thorgal traci pamięć, oszukuje go, by uwierzył, że są małżeństwem i przekonuje Thorgala, że jest bezwzględnym lordem piratów Shaiganem. Matka Aniela, syna Thorgala.
- Aniel de Valnor: syn Thorgala i Kriss de Valnor, poczęty w czasie, kiedy Thorgal żył jako lord piratów Shaigan. Za sprawą bizantyjskich handlarzy niewolników, zostaje niewolnikiem, jest niemy (ma podcięte struny głosowe).
- Gandalf Szalony: ojciec Aaricii i król Wikingów Północy. Został przywódcą swojego plemienia po śmierci przybranego ojca Thorgala. Chciwy, okrutny i szalony, wielokrotnie usiłuje zabić Thorgala, którego widzi jako zagrożenie dla prawowitości własnych rządów.
- Bjorn Gandalfsson: brat Aaricii i syn Gandalfa Szalonego.
- Ogotai (znany również jako Varth): prawdziwy ojciec Thorgala, kochający wojnę, bezlitosny „bóg” sprowadzony przez morze do krainy Qa (prawdopodobnie południowoamerykańskiej cywilizacji prekolumbijskiej). Prowadzi swój lud do niezliczonych podbojów sąsiednich plemion i zleca sobie niekończące się ludzkie ofiary. Ma wyższą inteligencję, wiedzę o wysoce zaawansowanej technologii i nadprzyrodzone moce, których używa, aby oszukać ludzi, by uwierzyli, że jest prawdziwym bogiem. W rzeczywistości jest pogrążonym w żałobie, szalonym człowiekiem, który żąda zemsty na planecie, którą uważa za odpowiedzialną za śmierć jego ukochanej żony Haynee i syna (Thorgala).
- Haynee: prawdziwa matka Thorgala. Pochodzi z rodu ludzi z gwiazd.
- Leif Haraldson: dzielny Wiking, przybrany ojciec Thorgala.
- Muff: ukochany pies Louve i Jolana.
- Fural: koń Thorgala.
- Solveig: pochodzi z plemienia Wikingów, najlepsza przyjaciółka Aaricii, pomaga rodzinie Aegirssonów w ich kolejnych zmaganiach z „przeznaczeniem Thorgala”.
- Vlana: tajemniczy Władca gór.
- Slivia: czarodziejka o płomienno-rudych włosach i królowa wyspy wśród lodów, więziona przez Gandalfa Szalonego. Pochodzi z rodu ludzi z gwiazd.
- Akwila (znana jako Pan Trzech Orłów): córka Slivii, również o płomienno-rudych włosach. Nosi hełm i nie rozstaje się ze swoimi trzema orłami, które ją chronią i jej służą.
- Tanatloc (znany również jako Xargos): „niewidzialny bóg” z krainy Qa. Stanowi nemezis Ogotaia; mają też wspólną tajemniczą przeszłość.
- Strażniczka kluczy: potężny czarnoksiężnik pod postacią pięknej kobiety ubranej jedynie w złoty pas, dający jej moc i nieśmiertelność. Pilnuje przejść między światami.
- Wąż Nidhogg: potężny, mitologiczny potwór, któremu w młodości Thorgal odważył się stawić czoła z pomocą bogini Frigg.

### Drzewo genealogiczne rodziny Thorgala
|  |  |        |        |        |        |         |         |         |         |                    |                    |                    |                    |                    |                    |                 |                 |                 |                 |        |        |                 |                 |                 |                 |                 |                 |                |                |                   |                   |                   |                   | Xargos (Tanatloc) |                   |        |        |        |        |  |  |         |         |         |         |         |         |  |  |                  |                  |                  |                  |                  |                  |  |  |  |  |
|  |  |        |        |        |        |         |         |         |         |                    |                    |                    |                    |                    |                    |                 |                 |                 |                 |        |        |                 |                 |                 |                 |                 |                 |                |                |                   |                   |                   |                   |                   |                   |        |        |        |        |  |  |         |         |         |         |         |         |  |  |                  |                  |                  |                  |                  |                  |  |  |  |  |
|  |  | Vilnia | Vilnia | Vilnia | Vilnia | Vilnia  | Vilnia  |         |         | Kahaniel de Valnor | Kahaniel de Valnor | Kahaniel de Valnor | Kahaniel de Valnor | Kahaniel de Valnor | Kahaniel de Valnor |                 |                 | Olgava          | Olgava          | Olgava | Olgava | Olgava          | Olgava          |                 |                 | Varth (Ogotai)  | Varth (Ogotai)  | Varth (Ogotai) | Varth (Ogotai) | Varth (Ogotai)    | Varth (Ogotai)    |                   |                   | Haynee            | Haynee            | Haynee | Haynee | Haynee | Haynee |  |  | Kayla   | Kayla   | Kayla   | Kayla   | Kayla   | Kayla   |  |  | Gandalf Szalony  | Gandalf Szalony  | Gandalf Szalony  | Gandalf Szalony  | Gandalf Szalony  | Gandalf Szalony  |  |  |  |  |
|  |  | Vilnia | Vilnia | Vilnia | Vilnia | Vilnia  | Vilnia  |         |         | Kahaniel de Valnor | Kahaniel de Valnor | Kahaniel de Valnor | Kahaniel de Valnor | Kahaniel de Valnor | Kahaniel de Valnor |                 |                 | Olgava          | Olgava          | Olgava | Olgava | Olgava          | Olgava          |                 |                 | Varth (Ogotai)  | Varth (Ogotai)  | Varth (Ogotai) | Varth (Ogotai) | Varth (Ogotai)    | Varth (Ogotai)    |                   |                   | Haynee            | Haynee            | Haynee | Haynee | Haynee | Haynee |  |  | Kayla   | Kayla   | Kayla   | Kayla   | Kayla   | Kayla   |  |  | Gandalf Szalony  | Gandalf Szalony  | Gandalf Szalony  | Gandalf Szalony  | Gandalf Szalony  | Gandalf Szalony  |  |  |  |  |
|  |  |        |        |        |        |         |         |         |         |                    |                    |                    |                    |                    |                    |                 |                 |                 |                 |        |        |                 |                 |                 |                 |                 |                 |                |                |                   |                   |                   |                   |                   |                   |        |        |        |        |  |  |         |         |         |         |         |         |  |  |                  |                  |                  |                  |                  |                  |  |  |  |  |
|  |  |        |        |        |        |         |         |         |         |                    |                    |                    |                    |                    |                    |                 |                 |                 |                 |        |        |                 |                 |                 |                 |                 |                 |                |                |                   |                   |                   |                   |                   |                   |        |        |        |        |  |  |         |         |         |         |         |         |  |  |                  |                  |                  |                  |                  |                  |  |  |  |  |
|  |  |        |        |        |        | Manthor | Manthor | Manthor | Manthor | Manthor            | Manthor            |                    |                    | Kriss de Valnor    | Kriss de Valnor    | Kriss de Valnor | Kriss de Valnor | Kriss de Valnor | Kriss de Valnor |        |        |                 |                 |                 |                 |                 |                 |                |                | Thorgal Aegirsson | Thorgal Aegirsson | Thorgal Aegirsson | Thorgal Aegirsson | Thorgal Aegirsson | Thorgal Aegirsson |        |        |        |        |  |  | Aaricia | Aaricia | Aaricia | Aaricia | Aaricia | Aaricia |  |  | Bjorn Gandalfson | Bjorn Gandalfson | Bjorn Gandalfson | Bjorn Gandalfson | Bjorn Gandalfson | Bjorn Gandalfson |  |  |  |  |
|  |  |        |        |        |        | Manthor | Manthor | Manthor | Manthor | Manthor            | Manthor            |                    |                    | Kriss de Valnor    | Kriss de Valnor    | Kriss de Valnor | Kriss de Valnor | Kriss de Valnor | Kriss de Valnor |        |        |                 |                 |                 |                 |                 |                 |                |                | Thorgal Aegirsson | Thorgal Aegirsson | Thorgal Aegirsson | Thorgal Aegirsson | Thorgal Aegirsson | Thorgal Aegirsson |        |        |        |        |  |  | Aaricia | Aaricia | Aaricia | Aaricia | Aaricia | Aaricia |  |  | Bjorn Gandalfson | Bjorn Gandalfson | Bjorn Gandalfson | Bjorn Gandalfson | Bjorn Gandalfson | Bjorn Gandalfson |  |  |  |  |
|  |  |        |        |        |        |         |         |         |         |                    |                    |                    |                    |                    |                    |                 |                 |                 |                 |        |        |                 |                 |                 |                 |                 |                 |                |                |                   |                   |                   |                   |                   |                   |        |        |        |        |  |  |         |         |         |         |         |         |  |  |                  |                  |                  |                  |                  |                  |  |  |  |  |
|  |  |        |        |        |        |         |         |         |         |                    |                    |                    |                    |                    |                    |                 |                 |                 |                 |        |        |                 |                 |                 |                 |                 |                 |                |                |                   |                   |                   |                   |                   |                   |        |        |        |        |  |  |         |         |         |         |         |         |  |  |                  |                  |                  |                  |                  |                  |  |  |  |  |
|  |  |        |        |        |        |         |         |         |         |                    |                    |                    |                    |                    |                    |                 |                 |                 |                 |        |        | Aniel de Valnor | Aniel de Valnor | Aniel de Valnor | Aniel de Valnor | Aniel de Valnor | Aniel de Valnor |                |                | Jolan             | Jolan             | Jolan             | Jolan             | Jolan             | Jolan             |        |        |        |        |  |  | Louve   | Louve   | Louve   | Louve   | Louve   | Louve   |  |  |                  |                  |                  |                  |                  |                  |  |  |  |  |

## Lista tomów
W skład serii wchodzą:

### Seria główna

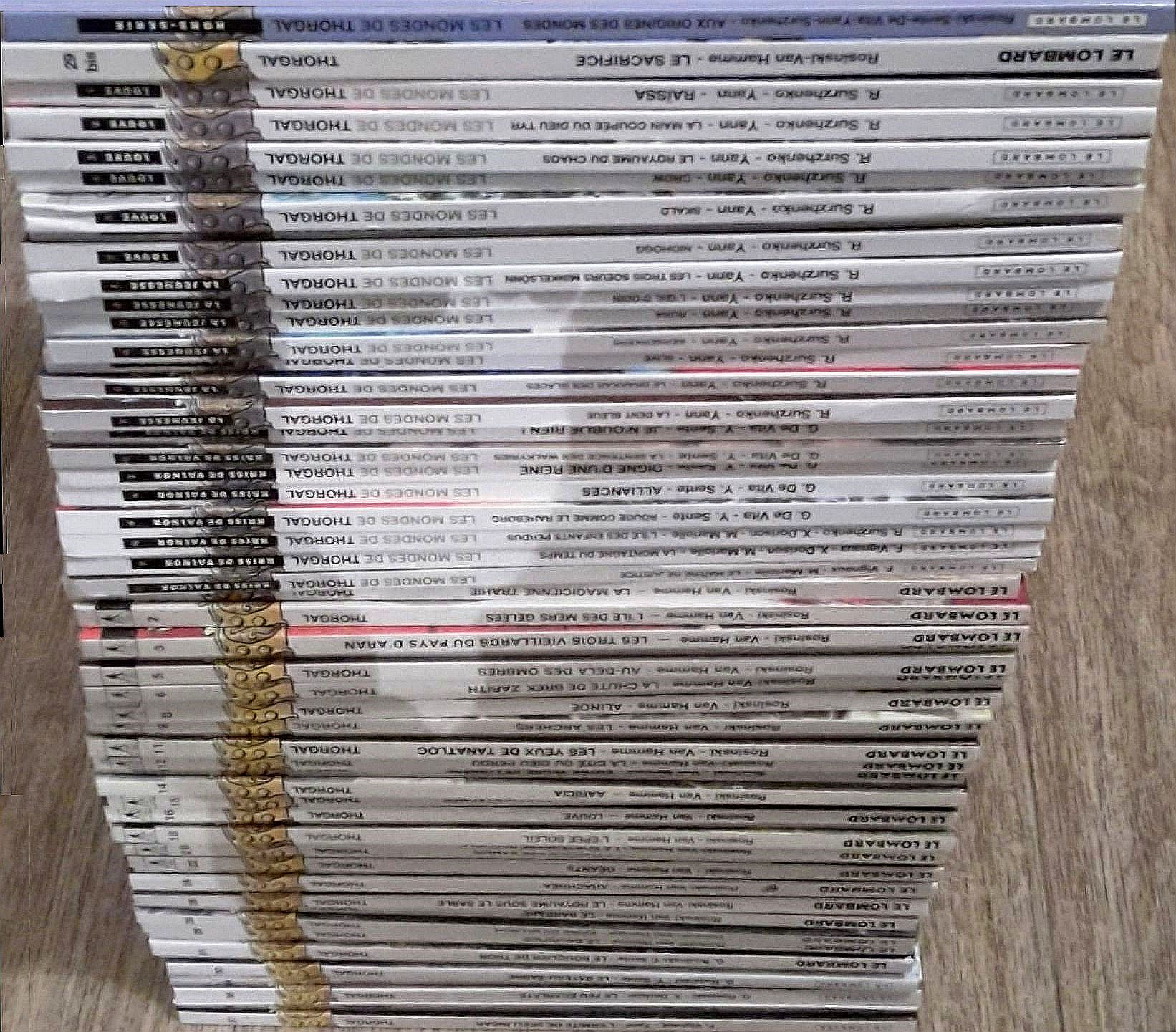
Kolekcja albumów komiksowych z serii Thorgal (2020).

| Tom | Tytuł i rok I wydania polskiego | Tytuł i rok I wydania oryginalnego         | Scenariusz     | Rysunki           |
| --- | ------------------------------- | ------------------------------------------ | -------------- | ----------------- |
| 1   | Zdradzona czarodziejka (1988)   | La Magicienne trahie (1980)                | Jean Van Hamme | Grzegorz Rosiński |
| 2   | Wyspa wśród lodów (1988) (1980) | L’Île des mers gelées (1980)               | Jean Van Hamme | Grzegorz Rosiński |
| 3   | Nad jeziorem bez dna(1989)      | Les Trois Vieillards du pays d’Aran (1981) | Jean Van Hamme | Grzegorz Rosiński |
| 4   | Czarna galera (1990)            | La galère noire (1982)                     | Jean Van Hamme | Grzegorz Rosiński |
| 5   | Ponad krainą cieni (1990)       | Au-delà des ombres (1983)                  | Jean Van Hamme | Grzegorz Rosiński |
| 6   | Upadek Brek Zarith (1991)       | La Chute de Brek-Zarith (1984)             | Jean Van Hamme | Grzegorz Rosiński |
| 7   | Gwiezdne dziecko (1989)         | L’Enfant des étoiles (1985)                | Jean Van Hamme | Grzegorz Rosiński |
| 8   | Alinoe (1989)                   | Alinoë (1985)                              | Jean Van Hamme | Grzegorz Rosiński |
| 9   | Łucznicy (1989)                 | Les Archers (1985)                         | Jean Van Hamme | Grzegorz Rosiński |
| 10  | Kraina Qa (1989)                | Le Pays Qâ (1986)                          | Jean Van Hamme | Grzegorz Rosiński |
| 11  | Oczy Tanatloca (1989)           | Les Yeux de Tanatloc (1986)                | Jean Van Hamme | Grzegorz Rosiński |
| 12  | Miasto zaginionego boga (1990)  | La Cité du dieu perdu (1987)               | Jean Van Hamme | Grzegorz Rosiński |
| 13  | Między ziemią a światłem (1990) | Entre Terre et lumière (1988)              | Jean Van Hamme | Grzegorz Rosiński |
| 14  | Aaricia (1990)                  | Aaricia (1989)                             | Jean Van Hamme | Grzegorz Rosiński |
| 15  | Władca gór (1990)               | Le mâitre des montagnes (1989)             | Jean Van Hamme | Grzegorz Rosiński |
| 16  | Wilczyca (1990)                 | Louve (1990)                               | Jean Van Hamme | Grzegorz Rosiński |
| 17  | Strażniczka kluczy (1991)       | La Gardienne des clés (1991)               | Jean Van Hamme | Grzegorz Rosiński |
| 18  | Słoneczny miecz (1994)          | L’Épée-soleil (1992)                       | Jean Van Hamme | Grzegorz Rosiński |
| 19  | Niewidzialna forteca (1995)     | La Forteresse invisible (1993)             | Jean Van Hamme | Grzegorz Rosiński |
| 20  | Piętno wygnańców (1999)         | La Marque des bannis (1994)                | Jean Van Hamme | Grzegorz Rosiński |
| 21  | Korona Ogotaia (1999)           | La Couronne d’Ogotaï (1995)                | Jean Van Hamme | Grzegorz Rosiński |
| 22  | Giganci (2000)                  | Géants (1996)                              | Jean Van Hamme | Grzegorz Rosiński |
| 23  | Klatka (2000)                   | La Cage (1997)                             | Jean Van Hamme | Grzegorz Rosiński |
| 24  | Arachnea (2000)                 | Arachnéa (1999)                            | Jean Van Hamme | Grzegorz Rosiński |
| 25  | Błękitna zaraza (2001)          | Le Mal bleu (1999)                         | Jean Van Hamme | Grzegorz Rosiński |
| 26  | Królestwo pod piaskiem (2002)   | Le Royaume sous le sable (2001)            | Jean Van Hamme | Grzegorz Rosiński |
| 27  | Barbarzyńca (2003)              | Le Barbare (2002)                          | Jean Van Hamme | Grzegorz Rosiński |
| 28  | Kriss de Valnor (2004)          | Kriss de Valnor (2004)                     | Jean Van Hamme | Grzegorz Rosiński |
| 29  | Ofiara (2006)                   | Le Sacrifice (2006)                        | Jean Van Hamme | Grzegorz Rosiński |
| 30  | Ja, Jolan (2007)                | Moi, Jolan (2007)                          | Yves Sente     | Grzegorz Rosiński |
| 31  | Tarcza Thora (2008)             | Le Bouclier de Thor (2008)                 | Yves Sente     | Grzegorz Rosiński |
| 32  | Bitwa o Asgard (2010)           | La Bataille d’Asgard (2010)                | Yves Sente     | Grzegorz Rosiński |
| 33  | Statek miecz (2011)             | Le Bateu-sabre (2011)                      | Yves Sente     | Grzegorz Rosiński |
| 34  | Kah-Aniel (2013)                | Kah-Aniel (2013)                           | Yves Sente     | Grzegorz Rosiński |
| 35  | Szkarłatny ogień (2016)         | Le Feu écarlate (2016)                     | Xavier Dorison | Grzegorz Rosiński |
| 36  | Aniel (2018)                    | Aniel (2018)                               | Yann           | Grzegorz Rosiński |
| 37  | Pustelnik ze Skellingaru (2019) | L'Ermite de Skellingar (2019)              | Yann           | Fred Vignaux      |
| 38  | Selkie (2020)                   | La Selkie (2020)                           | Yann           | Fred Vignaux      |
| 39  | Neokora (2021)                  | Neokóra (2021)                             | Yann           | Fred Vignaux      |
| 40  | Tupilaki (2022)                 | Tupilaks (2022)                            | Yann           | Fred Vignaux      |
| 41  | Tysiąc oczu (2023)              | Mille yeux (2023)                          | Yann           | Fred Vignaux      |
| 42  | Wareg Ozur (2024)               | Özurr le Varègue (2024)                    | Yann           | Fred Vignaux      |
| 43  | Zemsta bogini Skadi (2025)      | La vengeance de la déesse Skædhi (2025)    | Yann           | Fred Vignaux      |

### Seria pobocznaThorgal: Kriss de Valnor
| Tom | Tytuł i rok I wydania polskiego | Tytuł i rok I wydania oryginalnego | Scenariusz                       | Rysunki        |
| --- | ------------------------------- | ---------------------------------- | -------------------------------- | -------------- |
| 1   | Nie zapominam o niczym! (2010)  | Je n'oublie rien! (2010)           | Yves Sente                       | Giulio de Vita |
| 2   | Wyrok walkirii (2012)           | La Sentence des Walkyries (2012)   | Yves Sente                       | Giulio de Vita |
| 3   | Czyn godny królowej (2012)      | Digne d'une reine (2012)           | Yves Sente                       | Giulio de Vita |
| 4   | Sojusze (2013)                  | Alliances (2013)                   | Yves Sente                       | Giulio de Vita |
| 5   | Czerwona jak Raheborg (2014)    | Rouge comme le Raheborg (2014)     | Yves Sente                       | Giulio de Vita |
| 6   | Wyspa zaginionych dzieci (2015) | L'Île des enfants perdus (2015)    | Xavier Dorison                   | Roman Surżenko |
| 7   | Góra Czasu (2017)               | La montagne du temps (2017)        | Xavier Dorison, Mathieu Mariolle | Fred Vignaux   |
| 8   | Strażnik Sprawiedliwości (2018) | Le Maître de justice (2018)        | Mathieu Mariolle                 | Fred Vignaux   |

### Seria pobocznaThorgal: Louve
| Tom | Tytuł i rok I wydania polskiego | Tytuł i rok I wydania oryginalnego | Scenariusz | Rysunki        |
| --- | ------------------------------- | ---------------------------------- | ---------- | -------------- |
| 1   | Raissa (2011)                   | Raïssa (2011)                      | Yann       | Roman Surżenko |
| 2   | Dłoń boga Tyra (2012)           | La Main coupée du dieu Thyr (2012) | Yann       | Roman Surżenko |
| 3   | Królestwo chaosu (2013)         | Le Royaume du chaos (2013)         | Yann       | Roman Surżenko |
| 4   | Crow (2014)                     | Crow (2014)                        | Yann       | Roman Surżenko |
| 5   | Skald (2015)                    | Skald (2015)                       | Yann       | Roman Surżenko |
| 6   | Królowa czarnych elfów (2016)   | Le Reine des Alfes noirs (2016)    | Yann       | Roman Surżenko |
| 7   | Nidhogg (2017)                  | Nidhogg (2017)                     | Yann       | Roman Surżenko |

### Seria pobocznaThorgal: Młodzieńcze lata
| Tom | Tytuł i rok I wydania polskiego | Tytuł i rok I wydania oryginalnego | Scenariusz | Rysunki        |
| --- | ------------------------------- | ---------------------------------- | ---------- | -------------- |
| 1   | Trzy siostry Minkelsönn (2013)  | Les trois sœurs Minkelsönn (2013)  | Yann       | Roman Surżenko |
| 2   | Oko Odyna (2014)                | L'Œil d'Odin (2014)                | Yann       | Roman Surżenko |
| 3   | Runa (2015)                     | Runa (2015)                        | Yann       | Roman Surżenko |
| 4   | Berserkowie (2016)              | Berserkers (2016)                  | Yann       | Roman Surżenko |
| 5   | Slivia (2017)                   | Slive (2017)                       | Yann       | Roman Surżenko |
| 6   | Lodowy drakkar (2018)           | Le Drakkar des glaces (2018)       | Yann       | Roman Surżenko |
| 7   | Sinozęby (2019)                 | Le dent bleu (2019)                | Yann       | Roman Surżenko |
| 8   | Bękarty (2020)                  | Les Deux Batards (2020)            | Yann       | Roman Surżenko |
| 9   | Łzy Hel (2021)                  | Les larmes de Hel (2021)           | Yann       | Roman Surżenko |
| 10  | Sydönia (2022)                  | Sydönia (2022)                     | Yann       | Roman Surżenko |
| 11  | Grym (2023)                     | Grym (2023)                        | Yann       | Roman Surżenko |

### Seria pobocznaThorgal Saga
| Tom | Tytuł i rok I wydania polskiego | Tytuł i rok I wydania oryginalnego | Scenariusz                         | Rysunki         |
| --- | ------------------------------- | ---------------------------------- | ---------------------------------- | --------------- |
| 1   | Żegnaj, Aaricio (2023)          | Adieu Aaricia (2023)               | Robin Recht                        | Robin Recht     |
| 2   | Wendigo (2024)                  | Wendigo (2024)                     | Fred Duval                         | Corentin Rouge  |
| 3   | Shaigan (2024)                  | Shaïgan (2024)                     | Yann                               | Roman Surżenko  |
| 4   | Szron i ogień (2025)            | De Givre et de Feu (2025)          | Jean-Blaise Djian, Olivier Legrand | David Etien     |
| 5   | Ruchome miasto (2025)           | La Cité mouvante (2025)            | Antoine Ozanam                     | Mohamed Aouamri |

### Poza serią
| Tom | Tytuł i rok I wydania polskiego | Tytuł i rok I wydania oryginalnego | Uwagi |
| --- | ------------------------------- | ---------------------------------- | --- |
| 1   | Świat Thorgala (2014)           | Aux Origines des mondes (2012)     | Jest to albumowy zbiór wywiadów o powstawaniu pobocznych serii Thorgala, przeprowadzonych przez Patricka Gaumera z Grzegorzem Rosińskim, Giuliem de Vitą, Yvesem Sente’em, Romanem Surżenką i Yannem Le Pennetier |

## Powieści na podstawie serii komiksowej
Francuskie wydawnictwo Éditions Milan wydało powieściowe adaptacje albumów Gwiezdne dziecko i Ponad krainą cieni, napisane przez Amélie Sarn i z okładkami namalowanymi przez Grzegorza Rosińskiego. Polskie wydanie pierwszej z książek, zatytułowane Dziecko z gwiazd, ukazało się w 2011 nakładem Egmont Polska. Drugi tom, Wyprawa do krainy cieni, trafił do polskich księgarń rok później.

## Znaczki pocztowe
Poczta Belgijska wydała także znaczki z fragmentami okładek Thorgala (w 2007 roku) oraz pojedynczy znaczek z wizerunkiem Thorgala (w 2015 roku)

## Słuchowisko
W 2014 na polskim rynku ukazało się dwuczęściowe słuchowisko w formie audiobooka, zrealizowane na podstawie trzech pierwszych tomów Thorgala – część 1: Zdradzona czarodziejka. Wyspa wśród lodów i część 2: Prawie raj. Trzech starców z krainy Aran.
Obsada:
- Thorgal – Jacek Rozenek,
- Aaricia – Maria Niklińska,
- Solveig – Agnieszka Więdłocha,
- Slivia – Sonia Bohosiewicz,
- Gandalf Szalony – Arkadiusz Jakubik,
- narrator – Mirosław Czyżykiewicz.

## Gry
W 2002 roku wydana została gra komputerowa Klątwa Odyna. W 2023 natomiast pojawiła się gra karciana i planszówka. 25 kwietnia 2025 wydana została gra fabularna.